# FC Kaisar
FC Kaysar (em cazaque:  Қайсар Футбол Клубы, Qaısar Fýtbol Klýby) é um clube de futebol profissional baseado no Estádio Gany Muratbayev em Kyzylorda. Eles são membros fundadores do Campeonato Cazaque de Futebol e perderam apenas três temporadas após os rebaixamentos. O mais bem sucedido foi a temporada de 1998, onde eles ganharam a Copa do Cazaquistão, e ficaram em quarto lugar no campeonato.

## História

### Nomes
- 1968 : Fundado como Volna
- 1969 : Renomeado Avtomobilista
- 1974 : Renomeado Orbita
- 1979 : Renomeado Meliorator
- 1990 : Renomeado Kaisar
- 1996 : Renomeado Kaisar-Munai por razões de patrocínio
- 1997 : Renomeado Kaisar-Hurricane por razões de patrocínio
- 2001 : Renomeado Kaisar novamente

### História doméstica
| Temporada | Campeonato | Campeonato | Campeonato | Campeonato | Campeonato | Campeonato | Campeonato | Campeonato | Campeonato | Campeonato | Copa do Cazaquistão | Artilheiro                                          | Artilheiro | Treinador                                               |
| Temporada | Div.       | Pos.       | J          | V          | E          | D          | GP         | GC         | SG         | P          | Copa do Cazaquistão | Nome                                                | Campeonato | Treinador                                               |
| --------- | ---------- | ---------- | ---------- | ---------- | ---------- | ---------- | ---------- | ---------- | ---------- | ---------- | ------------------- | --------------------------------------------------- | ---------- | ------------------------------------------------------- |
| 1992      | 1ª         | 10º        | 38         | 18         | 3          | 17         | 48         | 37         | +11        | 57         | Semifinais          | Sergei Kogai                                        | 21         |                                                         |
| 1993      | 1ª         | 21º        | 48         | 15         | 6          | 27         | 52         | 85         | -33        | 51         | Segunda rodada      |                                                     |            |                                                         |
| 1994      | 2ª         | 9º         | 36         | 5          | 6          | 25         | 21         | 67         | -46        | 16         | Segunda rodada      |                                                     |            |                                                         |
| 1995      | 2ª         | 1º         | 18         | 12         | 4          | 2          | 28         | 8          | +20        | 40         | —                   |                                                     |            |                                                         |
| 1996      | 1ª         | 7º         | 34         | 15         | 11         | 8          | 39         | 25         | +14        | 56         | —                   |                                                     |            |                                                         |
| 1997      | 1ª         | 8º         | 26         | 13         | 5          | 8          | 39         | 23         | +16        | 44         | Quartas de final    | Vladimir Loginov                                    | 12         |                                                         |
| 1998      | 1ª         | 4º         | 26         | 16         | 5          | 5          | 42         | 17         | +25        | 53         | Vice-Campeão        | Nurken Mazbaev                                      | 13         |                                                         |
| 1999      | 1ª         | 5º         | 30         | 17         | 7          | 6          | 47         | 19         | +28        | 58         | Campeão             | Nurken Mazbaev                                      | 11         |                                                         |
| 2000      | 1ª         | 6º         | 28         | 12         | 7          | 9          | 36         | 23         | +13        | 43         | Quartas de final    | Vladimir Loginov                                    | 12         |                                                         |
| 2001      | 1ª         | 11º        | 32         | 11         | 7          | 14         | 33         | 40         | -7         | 40         | Quartas de final    |                                                     |            |                                                         |
| 2002      | 1ª         | 10         | 32         | 10         | 2          | 20         | 31         | 55         | -24        | 32         | Quartas de final    |                                                     |            | M.Esmuratov                                             |
| 2003      | 1ª         | 13º        | 32         | 9          | 7          | 16         | 26         | 42         | -16        | 34         | Quartas de final    |                                                     |            |                                                         |
| 2004      | 1ª         | 16º        | 36         | 9          | 4          | 23         | 24         | 61         | -37        | 31         | Segunda rodada      |                                                     |            |                                                         |
| 2005      | 2ª         | 1º         | 22         | 17         | 4          | 1          | 51         | 10         | +41        | 55         | Oitavas de final    |                                                     |            |                                                         |
| 2006      | 1ª         | 15º        | 30         | 8          | 4          | 18         | 29         | 53         | -24        | 28         | Segunda rodada      |                                                     |            |                                                         |
| 2007      | 1ª         | 10º        | 30         | 10         | 7          | 13         | 27         | 37         | -10        | 37         | Semifinais          |                                                     |            | S.Gorokhovodatskiy                                      |
| 2008      | 1ª         | 4º         | 30         | 13         | 10         | 7          | 29         | 22         | +7         | 49         | Oitavas de final    |                                                     |            | V.Nikitenko                                             |
| 2009      | 1ª         | 13º        | 26         | 3          | 5          | 18         | 15         | 45         | -30        | 14         | Quartas de final    |                                                     |            | K.Dyshekov / S.Abildaev T.Turmagambetov / V.Linchevskiy |
| 2010      | 2ª         | 2º         | 34         | 25         | 6          | 3          | 74         | 23         | +51        | 81         | Primeira rodada     |                                                     |            | V.Linchevskiy                                           |
| 2011      | 1ª         | 8º         | 32         | 10         | 5          | 17         | 29         | 53         | -24        | 27         | Oitavas de final    | Ivan Perić                                          | 5          | A.Liubinskas                                            |
| 2012      | 1ª         | 9º         | 26         | 8          | 6          | 12         | 21         | 33         | -12        | 30         | Quartas de final    | Gradimir Crnogorac                                  | 4          | S.Kogai V.Nikitenko                                     |
| 2013      | 2ª         | 1º         | 34         | 23         | 8          | 3          | 77         | 20         | +57        | 74         | Oitavas de final    |                                                     |            | S.Volgin                                                |
| 2014      | 1ª         | 5º         | 32         | 10         | 13         | 9          | 30         | 34         | -4         | 27         | Oitavas de final    | Rimo Hunt                                           | 8          | D.Ogai                                                  |
| 2015      | 1ª         | 12º        | 32         | 4          | 12         | 16         | 20         | 36         | -16        | 16         | Quartas de final    | Zhasulan Moldakaraev                                | 6          | D.Ogai / F.Shcherbachenko                               |
| 2016      | 2ª         | 1º         | 28         | 20         | 7          | 1          | 49         | 9          | +40        | 67         | Oitavas de final    |                                                     |            |                                                         |
| 2017      | 1ª         | 6º         | 33         | 11         | 9          | 13         | 30         | 36         | -6         | 42         | Oitavas de final    | Volodymyr Arzhanov Mathias Coureur Maksat Baizhanov | 5          | S.Mladenov                                              |
| 2018      | 1ª         | 5º         | 33         | 11         | 12         | 10         | 35         | 31         | +4         | 45         | Quartas de final    | Mathias Coureur                                     | 7          | S.Mladenov                                              |
| 2019      | 1ª         | 6º         | 33         | 12         | 6          | 15         | 37         | 43         | -6         | 42         | Campeão             | Tigran Barseghyan                                   | 12         | S.Mladenov                                              |
| 2020      | 1ª         |            |            |            |            |            |            |            |            |            |                     |                                                     |            | S.Mladenov                                              |

### História continental
| Temporada | Competição          | Rodada                   | Clube             | Casa | Fora | Agregado    |
| --------- | ------------------- | ------------------------ | ----------------- | ---- | ---- | ----------- |
| 1998–99   | Recopa da AFC       | Primeira rodada          | Nisa Aşgabat      | 1–1  | 0–1  | 1–2         |
| 1999–2000 | Recopa da AFC       | Primeira rodada          | Khujand           | 3–0  | 0–3  | 3–3 (4–3 p) |
| 1999–2000 | Recopa da AFC       | Oitavas de final         | Navbahor Namangan | 2–2  | 0–1  | 2–3         |
| 2020–21   | Liga Europa da UEFA | Segunda pré-eliminatória | APOEL             | 1–4  | —    | 1–4         |

## Títulos
- Copa do Cazaquistão
  - Campeão (2): 1999, 2019
- Primeira Divisão do Cazaquistão
  - Campeão (4): 1995, 2005, 2013, 2016

## Elenco atual
Atualizado em 19 de agosto de 2020 
Legenda
- : Capitão
- : Jogador suspenso
- : Jogador lesionado

## Treinadores
- Aleksandr Prokhorov (1981–82)
- Marat Esmuratov (2002)
- Bulat Esmagambetov (Maio de 2003)
- Tleuhan Turmagambetov (Maio de 2003 – Outubro de 2006)
- Viktor Kumykov (2003 – Outubro de 2004)
- Sergei Gorokhovodatskiy (2007)
- Vladimir Nikitenko (1º de Janeiro de 2008 – 31 de Dezembro de 2008)
- Khazret Dyshekov (Abril de 2009)
- Sultan Abildaev (Abril de 2009 – Agosto de 2009)
- Tleuhan Turmagambetov (Agosto de 2009)
- Vladimir Linchevskiy (Agosto de 2009 – Fevereiro de 2011)
- Algimantas Liubinskas (Janeiro de 2011 – Fevereiro de 2012)
- Sergei Kogai (31 de Janeiro de 2012 – 24 de Abril de 2012)
- Vladimir Nikitenko (24 de Abril 2012 – 31 de Dezembro de 2012)
- Sergei Volgin (18 de Janeiro de 2013 – 17 de Novembro de 2013)
- Dmitriy Ogai (30 de Novembro de 2013 – 23 de Julho de 2015)
- Fyodor Shcherbachenko (6 de Agosto de 2015 – 10 de Novembro de 2015)
- Stoycho Mladenov (1º de Janeiro de 2017 – )